# Berthold Lasker
Berthold Lasker (Berlinchen, 30 dicembre 1860 – Berlino, 19 ottobre 1928) è stato un medico e scacchista tedesco, fratello maggiore di Emanuel Lasker .

## Biografia
Nato in una famiglia ebraica (suo padre era uno chazzan), nel 1888 si laureò in medicina all'Università di Berlino. Per alcuni anni esercitò la professione di medico  a Elberfeld, dove incontrò la poetessa Else Lasker-Schüler, con la quale si sposò nel 1894. Dopo il matrimonio la coppia si trasferì a Berlino, dove Lasker aprì uno studio specializzato in dermatologia e malattie delle gambe. Nel 1899 nacque un figlio, Paul, ma sua moglie non riconobbe la paternità di Berthold, citandolo in tribunale con l'accusa di aver subito violenza. I due divorziarono in aprile del 1903.
Nei primi anni del Novecento Lasker cercò di aprire un altro studio medico a New York, ma senza successo. In seguito visse sempre a Berlino. Morì in ottobre 1928, pochi mesi dopo la morte della sua seconda moglie, Regina.

## Carriera scacchistica
Negli anni 1880 Berthold Lasker (assieme a Curt von Bardeleben, Siegbert Tarrasch, Fritz Riemann, Emil Schallopp e Theodor von Scheve) era uno dei più forti giocatori di scacchi di Berlino e di tutta la Germania. Tarrasch disse di lui  che era "un giocatore molto ingegnoso, la cui vera forza è però raramente espressa a causa del suo nervosismo nel gioco di torneo".
Nel 1881 vinse un torneo a Berlino davanti a Tarrasch, e nel 1890 condivise il primo posto con suo fratello Emanuel nel torneo dell'Associazione Maestri di scacchi tedeschi, davanti a Horatio Caro e Theodor von Scheve . Nel periodo in cui visse negli Stati Uniti, nel 1902 vinse il campionato dello Stato di New York.

## Berthold ed Emanuel Lasker
Berthold Lasker è ricordato soprattutto per aver insegnato gli scacchi a suo fratello Emanuel, Campione del mondo di scacchi dal 1894 al 1921. Nel 1925 i due fratelli scrissero il dramma in cinque atti Vom Menschen die Geschichte (La storia dell'uomo), che è stata definita "un'opera di alto valore morale e molto ben ponderata". Quando aveva problemi di salute, Emanuel si affidava solo alle cure proposte da suo fratello.
Oltre alla medicina e agli scacchi, Berthold Lasker aveva altri interessi culturali, in particolare nei settori della filosofia, dell'arte e della linguistica comparata.